# Bernal-szikla
A Bernal-szikla (spanyolul: Peña de Bernal) egy 288 méter magas, vulkáni eredetű szikla a mexikói Querétaro államban, az egész Föld egyik legnagyobb monolitja (van olyan forrás, amely szerint a harmadik). 2007-ben a mexikói turisztikai ügynökség és a TV Azteca beválasztotta Mexikó „13 csodája” közé. Neve arab vagy baszk eredetű lehet: a vernal vagy bernal szót a spanyol nyelvben mindenféle magányos, nagy sziklára szokták használni.
A szikla Querétaro középső részén, Bernal település északnyugati szomszédságában emelkedik, legmagasabb pontja a tenger szintje felett több mint 2500 méterre nyúlik. A mintegy 10 millió éves szikla helyén egykor egy vulkán tevékenykedett, amelynek belsejében a láva megszilárdult, majd az erózió következtében az egykori tűzhányó külseje lepusztult, és csak ez a szilárd magma maradt meg belőle: ez a ma is látható szikla. Tömegét 20 millió tonnára becsülik.
A hely kedvelt turisztikai célpont, ráadásul vannak olyanok, akik abban hisznek, hogy a tavaszi napforduló idején a monolitból „energiák szabadulnak fel”, amelyekkel „fel lehet töltődni”, ezért ilyenkor különösen sokan látogatnak el ide. A szikla tetejére is fel lehet jutni, bár az utolsó 45 méter szinte teljesen függőleges, ezért csak gyakorlott mászóknak ajánlják, igaz, segítségül fémből készült rudakat szögeltek be a kőbe, amely megkönnyíti a mászást. Szombat és vasárnap éjjelente a város felőli oldalt a látvány kedvéért meg is világítják.

## Képek

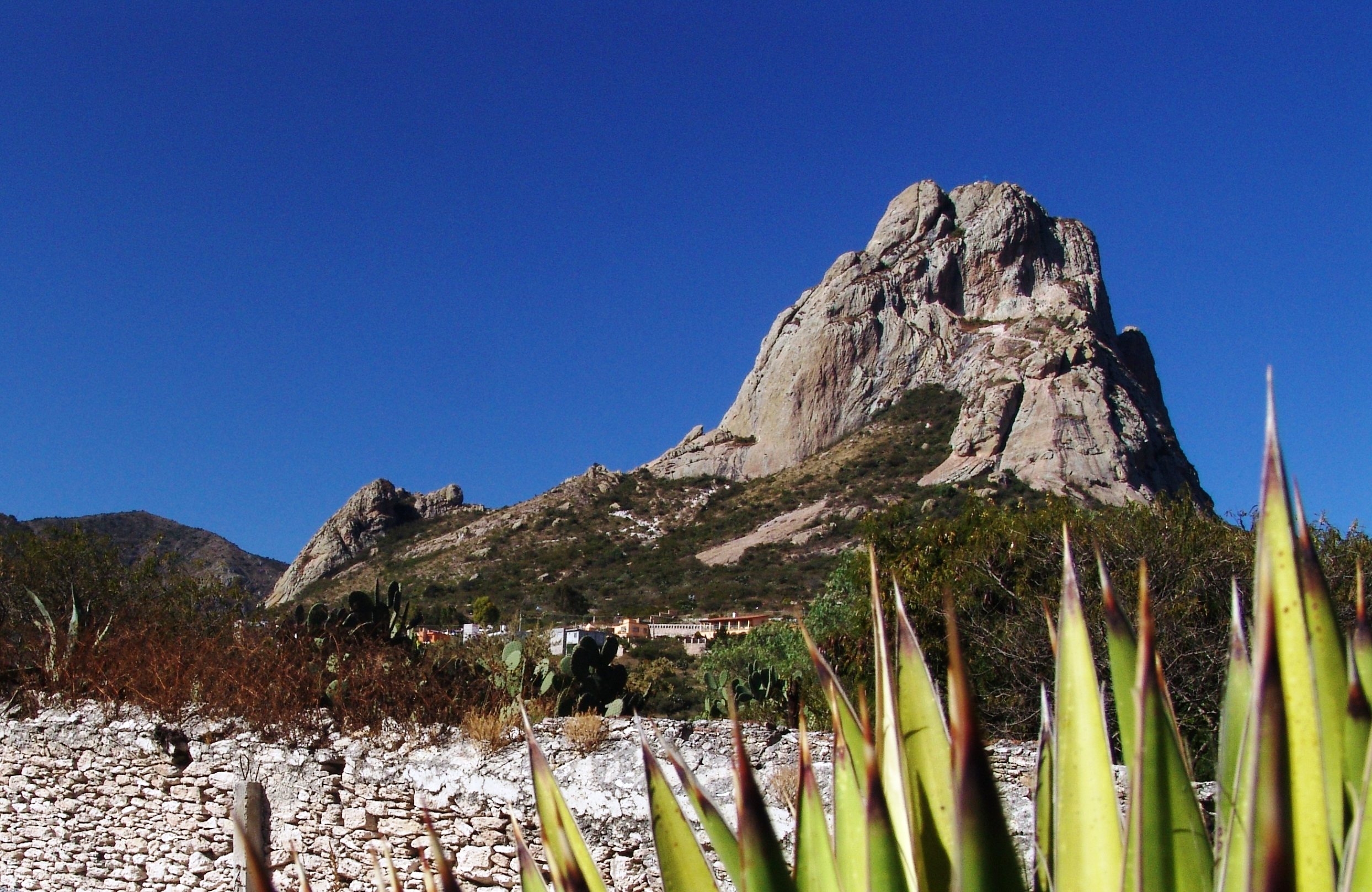
A szikla
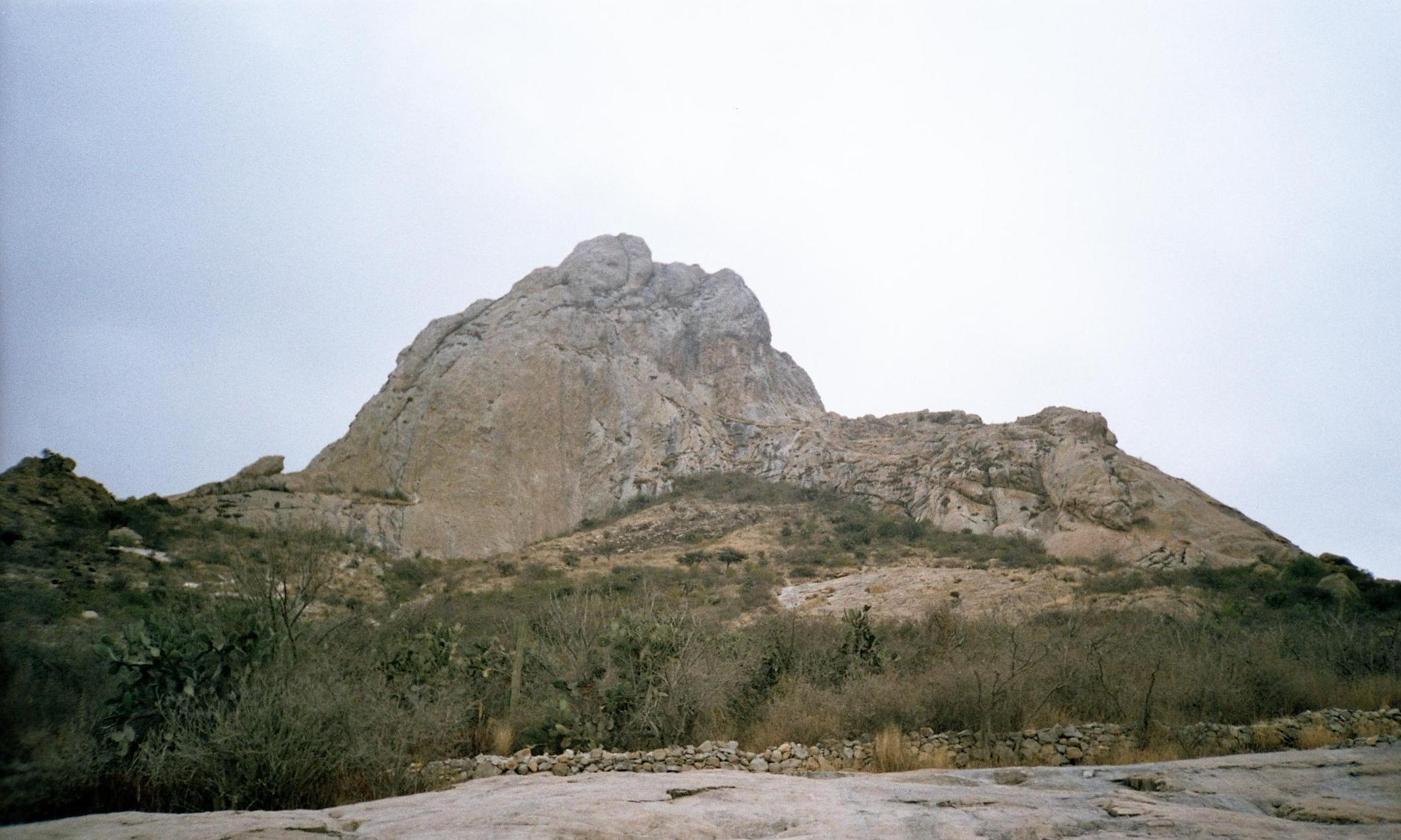
Látkép
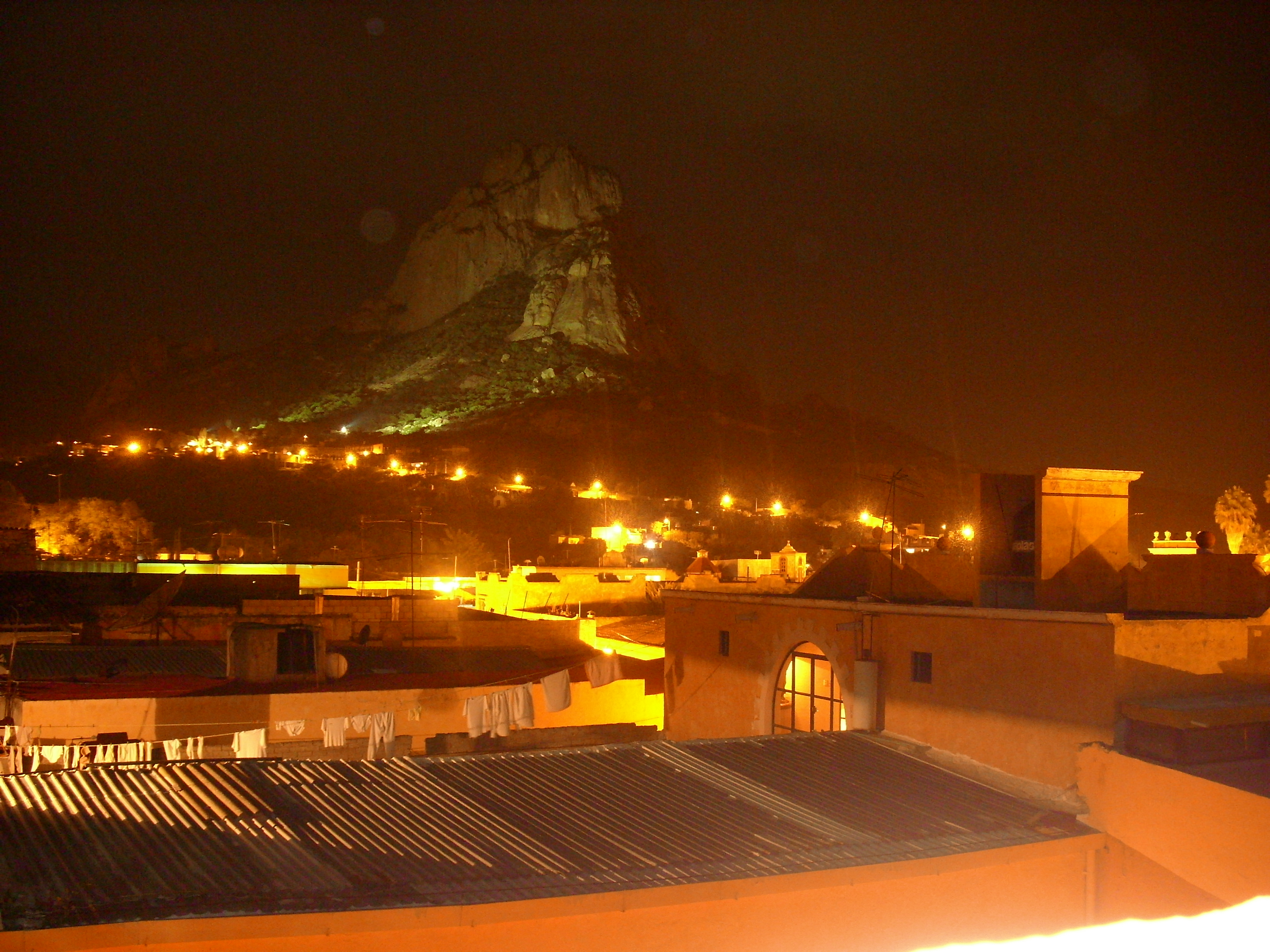
Éjjel
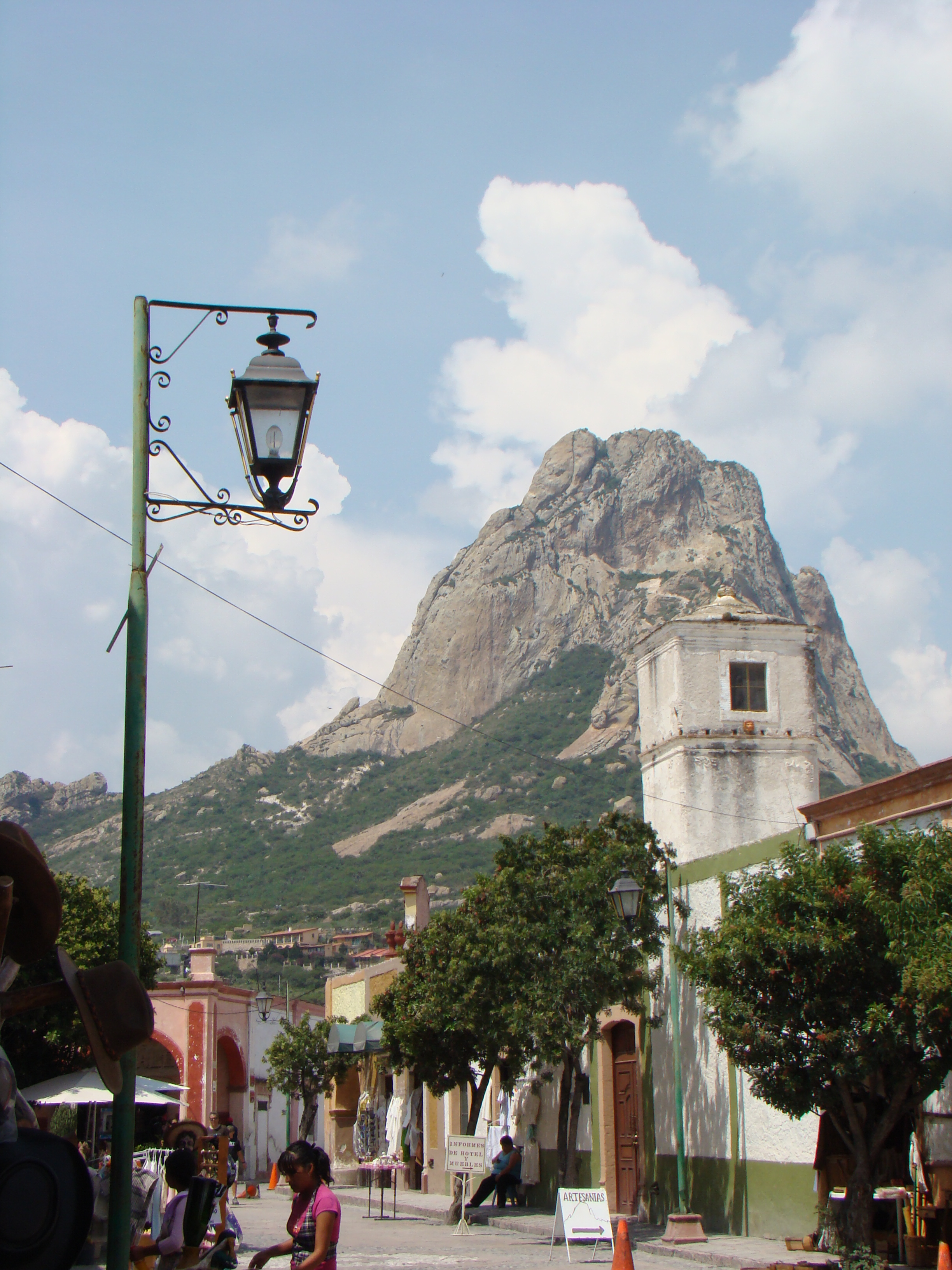
A szikla Bernal településről nézve